# Pepe (football)
Pour les articles homonymes, voir Pepe.
Lima Ferreira est un nom portugais ; le premier nom de famille (d'usage facultatif) est Lima et le second est Ferreira.
Képler Laveran Lima Ferreira (surnommé Pepe), né le 26 février 1983 à Maceió au Brésil, est un footballeur international portugais qui évoluait au poste de défenseur central. Il est considéré comme l'un des meilleurs défenseurs centraux de sa génération.
Né et élevé au Brésil, Pepe déménage au Portugal pour signer avec Marítimo, avant de rejoindre Porto en 2004. Lors de son premier passage à Porto, il remporte deux championnats, deux coupes de Portugal et la Coupe intercontinentale.  
Trois ans plus tard, il rejoint le Real Madrid et devient un joueur indiscutable, remportant 15 titres majeurs, dont trois titres en Liga et autant de Ligue des champions (2014, 2016 et 2017), jouant un rôle important aux côtés de son coéquipier en défense Sergio Ramos. En fin de contrat et victime de la concurrence de Raphaël Varane, il signe avec le club turc Beşiktaş en 2017, avant de revenir à Porto en 2019 où il remporte tous les titres nationaux jusqu'à sa retraite à l'âge de 41 ans. 
Sur le plan international, il décide de jouer pour le Portugal avec lequel il participe à quatre Coupes du Monde et cinq Championnats d'Europe. Il remporte l’Euro 2016, premier titre de l’histoire de son pays, en étant nommé joueur du match en finale et membre de l’équipe type du tournoi lors éditions 2008, 2012 et 2016. Il a également remporté la première Ligue des Nations en 2019. Entre ses débuts en 2007 et 2024, Pepe compte 141 sélections et 8 buts. 
Avec Cristiano Ronaldo avec qui il a évolué en club et en sélection, il est considéré comme l’un des plus grands défenseurs portugais et l'un des meilleurs de sa génération. Sa longévité, son palmarès mais aussi son profil rigoureux sont relevés par les  observateurs.

## Biographie
Il commence sa carrière au Portugal en 2001 sous les couleurs du CS Maritimo. Après trois années passées à Funchal, il rejoint le FC Porto, sacré champion d'Europe quelques mois plus tôt. Avec les Dragões, il remporte deux championnats nationaux et plusieurs coupes. Recruté par le Real Madrid en 2007, il ajoute à son palmarès trois Liga ainsi que deux Coupes du Roi et prend part à la conquête de la Décima (dixième Ligue des champions du club) soulevée en 2014, de la Undécima (onzième) en 2016 et de la Duodécima (douzième) en 2017. Avec Sergio Ramos, il a formé la charnière centrale des Merengues pendant une décennie.
En sélection, il se révèle au grand public durant l'Euro 2008 où il fait partie de l'équipe-type. Il participe ensuite aux Coupes du monde 2010, 2014, 2018 et 2022 (il dispute cette dernière comme titulaire malgré ses 39 ans) ainsi que les championnats d'Europe 2012, 2016 (qu'il remporte), 2020 et 2024.
Solide physiquement, Pepe est connu pour ses interventions agressives et son comportement rugueux sur le terrain. Défenseur central de formation, il peut jouer également milieu défensif.
Pepe, de son nom complet Képler Laveran Lima Ferreira, a commencé sa carrière professionnelle au CS Marítimo en 2001 avant de se faire remarquer au FC Porto, où il a remporté plusieurs titres de champion du Portugal. En 2007, il a rejoint le Real Madrid, où il a passé une décennie couronnée de succès, remportant trois Ligues des champions, plusieurs titres de champion d'Espagne, ainsi que des distinctions personnelles en tant que l'un des meilleurs défenseurs centraux de sa génération.
De retour au FC Porto en 2019, Pepe a continué à jouer un rôle clé en défense, ajoutant d'autres titres de champion du Portugal à son palmarès et apportant son expérience à une nouvelle génération de joueurs. Sur la scène internationale, il a été un pilier de l'équipe nationale du Portugal, avec laquelle il a remporté l'Euro 2016 et la Ligue des Nations 2019, accumulant plus de 130 sélections au fil de sa carrière.
Il annonce sa retraite à 41 ans sur son compte Instagram le 8 août 2024. Connu pour son style de jeu agressif, sa combativité et sa capacité à lire le jeu, Pepe a marqué le football mondial par sa ténacité et son leadership.

### Carrière en Club

#### Maritimo (2001-2004)
Au Brésil, Pepe a été formé au Sociedade Sportiva Sete de Setembro avant de rejoindre le Corinthians Alagoano. À l'âge de 18 ans, aux côtés de son coéquipier Ezequias, il s'installe au Portugal et signe avec le CS Marítimo sur l'île de Madère, où il passe la grande majorité de sa première saison avec l'équipe B. Promu en première division pour la saison 2002-03 sous les ordres d’Anatoli Bychovets, Pepe rate rarement un match, évoluant même à différents postes. Au cours de la pré-saison 2003-04, Pepe reçoit l'autorisation de s'entraîner avec le Sporting Club du Portugal pendant deux semaines, un accord pouvant par la suite être négocié pour son transfert. Toutefois, celui-ci échouant finalement, le natif de Maceió fait son retour au Marítimo qui finira sixième et se qualifiera pour la Coupe UEFA.

#### FC Porto (2004-2007)

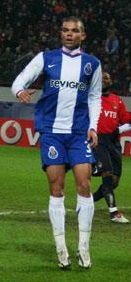
Pepe lors de son premier passage au FC Porto.

Au cours de l'été 2004, Pepe signe avec le FC Porto, pour 1 000 000 € plus trois joueurs : Tonel, Evaldo et Antonielton Ferreira. Une clause de l'accord a également déclaré que Marítimo recevrait 20 % de toute indemnité de transfert à venir. Pour sa première saison, Pepe était surtout utilisé comme remplaçant, jouant avec les vétérans Pedro Emanuel, Jorge Costa et le défenseur Ricardo Costa. Cependant, l'année suivante, il s'impose sous la direction de Co Adriaanse comme l'un des meilleurs défenseurs de l'équipe. Porto remporte finalement la Liga Sagres et la Coupe du Portugal en 2006.

#### Real Madrid (2007-2017)

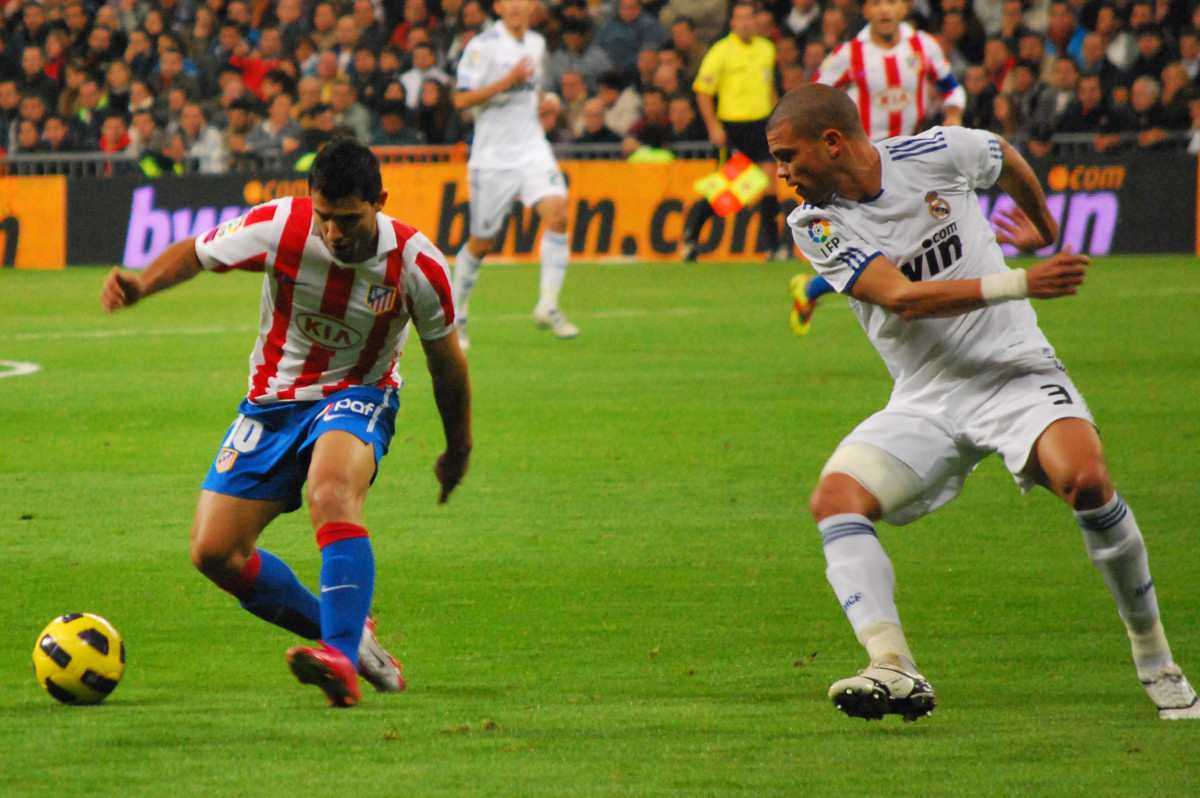
Pepe à la lutte avec Sergio Agüero lors du derby madrilène.

Il rejoint le Real Madrid à l'inter-saison 2007. Il signe un contrat de cinq ans en faveur du Real Madrid, pour un transfert de trente millions d'euros. Il est officiellement présenté dans son nouveau club le 12 juillet 2007.
Accumulant les blessures à son arrivée dans la Casa Blanca, Pepe peine à s'imposer et à faire taire les critiques.
Pepe défraie la chronique sportive à l'occasion du match Real - Getafe le 21 avril 2009. Alors que le score est de 2-2, Javier Casquero chute dans la surface de réparation au contact de Pepe. Ce dernier, énervé par cette action provoquant un penalty, infligera à l'Espagnol une série de coups de pied pour ensuite se pencher vers lui, l'écraser avec le genou, lui tirer les cheveux, le pincer violemment au bras et lui piétiner le mollet, le tout alors que Casquero est encore au sol. Il enchaîne en assénant une gifle et un coup de poing à deux joueurs de Getafe venus s'interposer. Il sera finalement maitrisé par son équipier et capitaine Iker Casillas qui le conduira en dehors du terrain. Pepe écopera de dix matches de suspension pour ces actes. De nombreux observateurs estiment qu'il aurait dû être radié à vie, ce comportement étant aux antipodes du fair-play que veulent soi-disant promouvoir les fédérations nationales et internationales.
Ses interventions lors du huitièmes de finale retour de la Ligue des champions en 2011 contre Lyon donnèrent également lieu à différents commentaires parmi lesquelles ceux du président d'honneur du Real Madrid, Alfredo Di Stéfano, qui lui conseilla de ne « pas perdre les pédales ».
Le 12 juillet 2011, il prolonge son contrat (qui prenait fin l'année suivante) jusqu’en juin 2015. Son nouveau salaire sera d'environ 4 millions d’euros, contre 1,8 million auparavant. Durant l'exercice 2012-2013, Pepe se voit relégué sur le banc des remplaçants à la suite de l'éclosion du jeune défenseur central français Raphaël Varane. Quelques mois plus tard, le solide Portugais profite cependant d'une longue indisponibilité de Varane ainsi que de l'arrivée d'Ancelotti à la tête de l'équipe pour réintégrer le onze. À son retour, Varane reprend place dans l'axe mais par intermittence, pour ne pas se blesser à nouveau, et c'est Pepe qui est le plus souvent aligné avec lui. En 2017, le numéro 3 madrilène arrive au terme de son bail et celui-ci n'est cette fois pas reconduit.

#### Beşiktaş JK (2017-2018)
Le 4 juillet, il s'engage avec Beşiktaş JK. En décembre 2018, à la suite des difficultés financières du club turc, Pepe résilie son contrat ,.

#### Retour au FC Porto (2019-2024)

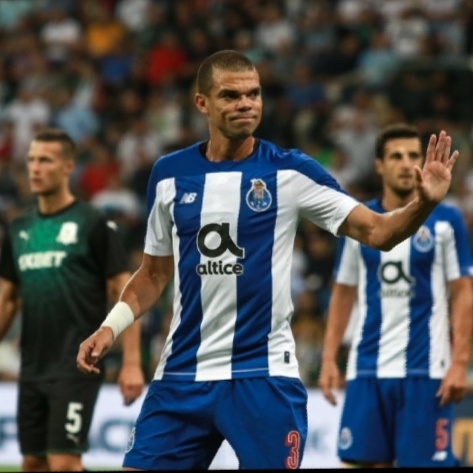
Pepe avec le FC Porto en 2019.

Laissé libre par les Aigles Noirs, il rejoint le FC Porto le 8 janvier 2019, douze ans après l'avoir quitté . Lors du match de poule du 8 novembre 2023 contre le Royal Antwerp, Pepe marque et devient le plus vieux buteur de la Ligue des champions à l'âge de 40 ans et 254 jours .

### Sélection nationale

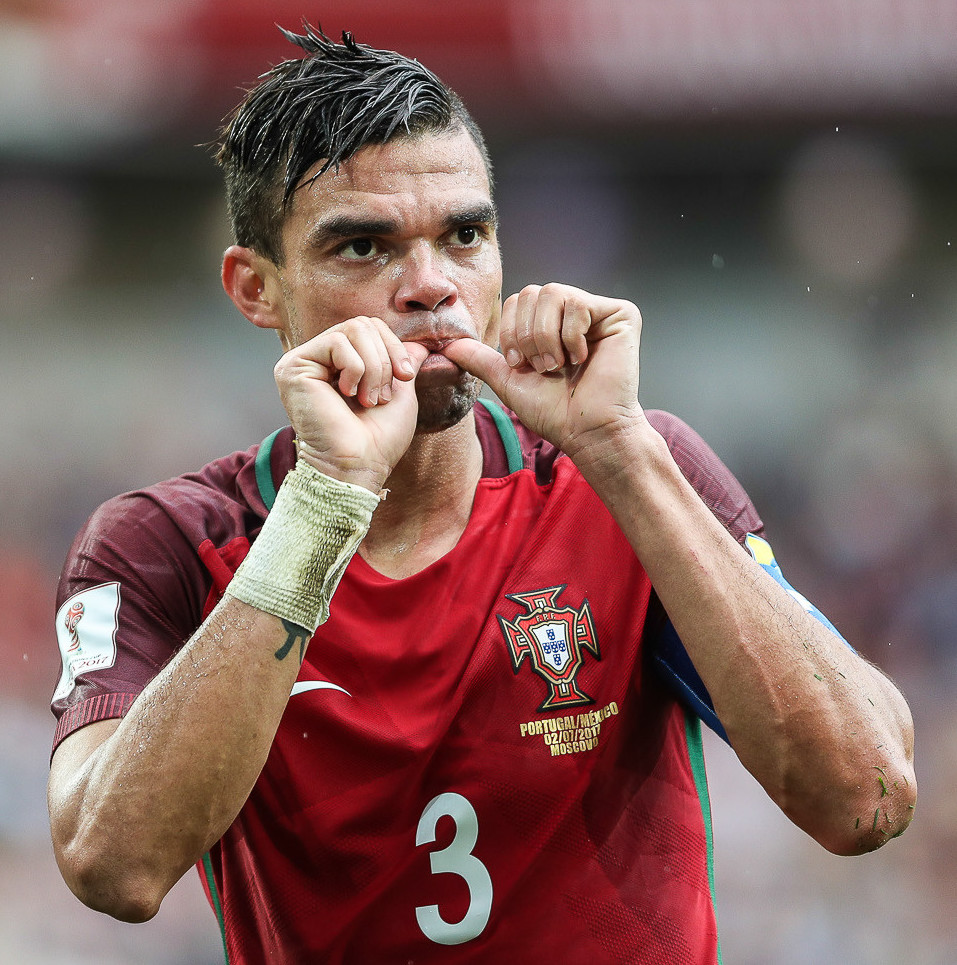
Pepe célébrant un but avec le Portugal lors de la Coupe des confédérations 2017.

Pepe, qui a été révélé dans le championnat lusitanien, envisage assez vite de rejoindre la sélection portugaise plutôt que la brésilienne. Mais pour pouvoir entamer sa carrière internationale, il doit attendre sa naturalisation : elle sera en règle en août 2007. Quasi immédiatement, le 29 août, il est appelé en équipe nationale par Luiz Felipe Scolari. C'est un premier rendez-vous manqué car une blessure l'empêche de rejoindre la Seleção.
Scolari le rappelle le 9 novembre, pour les matches contre l'Arménie et la Finlande. Il devient international le 21 novembre 2007, en disputant en entier la rencontre du 21 novembre 2007 contre la Finlande qui se clôture sur un 0-0 permettant aux siens de décrocher la qualification pour l'Euro 2008. Très vite, avec ses performances très solides, il devient un pilier du onze rouge et vert. Il marque son premier but sous les couleurs portugaises le 7 juin 2008, lors de leur premier match du championnat d'Europe contre la Turquie.
Bien qu'il fasse partie des cadres de l'équipe nationale, sa blessure (rupture des ligaments croisés du genou droit, synonyme de six mois d'absence) remet en cause sa participation au Mondial 2010 qui se tient en Afrique du Sud  mais il est finalement rétabli à temps.  
Deux ans plus tard, Pepe est convoqué pour participer à l'Euro 2012. Lors du premier tour, il ouvre le score face au Danemark contribuant à la victoire du Portugal. 
Le 16 juin 2014, lors de la Coupe du monde 2014 au Brésil, il se fait exclure lors du match Allemagne-Portugal pour avoir donné un coup de tête à l'attaquant Thomas Müller.  
Lors de l'Euro 2016, premier titre majeur pour son pays, Pepe tient son rang parmi les meilleurs joueurs du continent à son poste. Il est l'une des principales satisfactions quand son équipe s'extrait laborieusement de sa poule en finissant troisième, après trois partages contre l'Islande (1-1), l'Autriche (0-0, match au cours duquel il recevra son seul carton jaune), et la Hongrie (3-3). Ses prestations sont encore saluées en huitième de finale contre la Croatie (victoire 1-0 a.p.) et en quart face à la Pologne (1-1, 5 t.a.b. à 3). Blessé, il manque la demi-finale face au Pays de Galles (2-0). Mais lors de l'apothéose face à la France, que le Portugal remporte 1-0 grâce à un but d'Éder à la 109e minute, Pepe est élu homme du match et remporte son premier trophée en sélection. Il figure aussi dans l'équipe-type de la compétition, pour la troisième fois en trois participations. 
L'année suivante, il dispute la Coupe des Confédérations 2017 dans laquelle le Portugal obtiendra la troisième place face au Mexique après notamment un but de Pepe. 
En 2018, le défenseur central est évidemment de la partie au mondial russe. Il égalise contre l'Uruguay en huitième de finale mais ne peut cependant empêcher l'élimination de la Seleção (défaite 2-1). L'année suivante, il participe à la Ligue des Nations 2019 qu'il remporte avec le Portugal.  
En mai 2021, il est retenu par Fernando Santos, le sélectionneur de l'équipe nationale du Portugal, pour participer à l'Euro 2020. 
Le 10 novembre 2022, le sélectionneur Fernando Santos annonce qu'il figure parmi les 26 joueurs qui disputeront la prochaine Coupe du monde 2022, ce qui fait de lui le deuxième plus vieux joueur de champ sélectionné pour la compétition (derrière le Canadien Atiba Hutchinson). Le 6 décembre, il inscrit le but du break (2-0) en huitième de finale contre la Suisse, contribuant ainsi à la large victoire de son équipe (6-1) et devenant le plus vieux joueur (39 ans et 283 jours) à marquer en phase à élimination directe d'un mondial.
Le 21 mai 2024, Pepe figure dans la liste de Roberto Martínez pour l'Euro 2024. 

## Statistiques

### Générales
| Saison                | Club                  | Championnat           | Championnat | Championnat | Coupe(s) nationale(s) | Coupe(s) nationale(s) | Supercoupe | Supercoupe | Compétition(s) continentale(s) | Compétition(s) continentale(s) | Compétition(s) continentale(s) | Supercoupe UEFA | Supercoupe UEFA | Coupe du monde des clubs | Coupe du monde des clubs | Portugal | Portugal | Total | Total |
| Saison                | Club                  | Division              | M.          | B.          | M.                    | B.                    | M.         | B.         | Comp.                          | M.                             | B.                             | M.              | B.              | M.                       | B.                       | M.       | B.       | M.    | B.    |
| 2001-2002             | CS Marítimo           | Primeira Liga         | 4           | 0           | -                     | -                     | -          | -          | -                              | -                              | -                              | -               | -               | -                        | -                        | -        | -        | 4     | 0     |
| 2002-2003             | CS Marítimo           | Primeira Liga         | 29          | 2           | 1                     | 0                     | -          | -          | -                              | -                              | -                              | -               | -               | -                        | -                        | -        | -        | 30    | 2     |
| 2003-2004             | CS Marítimo           | Primeira Liga         | 30          | 1           | 2                     | 0                     | -          | -          | -                              | -                              | -                              | -               | -               | -                        | -                        | -        | -        | 32    | 1     |
| Sous-total            | Sous-total            | Sous-total            | 63          | 3           | 3                     | 0                     | -          | -          | -                              | -                              | -                              | -               | -               | -                        | -                        | -        | -        | 66    | 3     |
| 2004-2005             | FC Porto              | Primeira Liga         | 15          | 1           | 1                     | 0                     | -          | -          | C1                             | 5                              | 0                              | 1               | 0               | -                        | -                        | -        | -        | 22    | 1     |
| 2005-2006             | FC Porto              | Primeira Liga         | 24          | 1           | 4                     | 0                     | -          | -          | C1                             | 5                              | 2                              | -               | -               | -                        | -                        | -        | -        | 33    | 3     |
| 2006-2007             | FC Porto              | Primeira Liga         | 25          | 4           | 1                     | 0                     | -          | -          | C1                             | 8                              | 0                              | -               | -               | -                        | -                        | -        | -        | 34    | 4     |
| Sous-total            | Sous-total            | Sous-total            | 64          | 6           | 6                     | 0                     | -          | -          | -                              | 18                             | 2                              | 1               | 0               | -                        | -                        | -        | -        | 89    | 8     |
| 2007-2008             | Real Madrid CF        | Liga                  | 19          | 0           | 1                     | 0                     | 2          | 0          | C1                             | 3                              | 0                              | -               | -               | -                        | -                        | 7        | 1        | 32    | 1     |
| 2008-2009             | Real Madrid CF        | Liga                  | 26          | 0           | 0                     | 0                     | 1          | 0          | C1                             | 5                              | 0                              | -               | -               | -                        | -                        | 11       | 0        | 43    | 0     |
| 2009-2010             | Real Madrid CF        | Liga                  | 10          | 1           | 1                     | 0                     | -          | -          | C1                             | 6                              | 0                              | -               | -               | -                        | -                        | 9        | 1        | 26    | 2     |
| 2010-2011             | Real Madrid CF        | Liga                  | 26          | 1           | 4                     | 0                     | -          | -          | C1                             | 8                              | 0                              | -               | -               | -                        | -                        | 6        | 0        | 44    | 1     |
| 2011-2012             | Real Madrid CF        | Liga                  | 29          | 1           | 5                     | 0                     | 2          | 0          | C1                             | 9                              | 0                              | -               | -               | -                        | -                        | 11       | 1        | 56    | 2     |
| 2012-2013             | Real Madrid CF        | Liga                  | 28          | 1           | 2                     | 0                     | 1          | 0          | C1                             | 11                             | 1                              | -               | -               | -                        | -                        | 7        | 0        | 49    | 2     |
| 2013-2014             | Real Madrid CF        | Liga                  | 30          | 4           | 7                     | 1                     | -          | -          | C1                             | 11                             | 0                              | -               | -               | -                        | -                        | 9        | 0        | 57    | 5     |
| 2014-2015             | Real Madrid CF        | Liga                  | 27          | 2           | 1                     | 0                     | 1          | 0          | C1                             | 6                              | 0                              | 1               | 0               | 2                        | 0                        | 5        | 0        | 43    | 2     |
| 2015-2016             | Real Madrid CF        | Liga                  | 21          | 1           | 1                     | 0                     | -          | -          | C1                             | 9                              | 0                              | -               | -               | -                        | -                        | 12       | 0        | 43    | 1     |
| 2016-2017             | Real Madrid CF        | Liga                  | 13          | 2           | 2                     | 0                     | -          | -          | C1                             | 3                              | 0                              | -               | -               | -                        | -                        | 9        | 2        | 27    | 4     |
| Sous-total            | Sous-total            | Sous-total            | 229         | 13          | 24                    | 1                     | 7          | 0          | -                              | 71                             | 1                              | 1               | 0               | 2                        | 0                        | 86       | 5        | 420   | 20    |
| 2017-2018             | Beşiktaş JK           | Süper Lig             | 23          | 2           | 5                     | 0                     | 1          | 0          | C1                             | 6                              | 0                              | -               | -               | -                        | -                        | 13       | 1        | 48    | 3     |
| 2018-2019             | Beşiktaş JK           | Süper Lig             | 10          | 3           | -                     | -                     | -          | -          | C3                             | 7                              | 2                              | -               | -               | -                        | -                        | 4        | 1        | 21    | 6     |
| Sous-total            | Sous-total            | Sous-total            | 33          | 7           | 5                     | 0                     | 1          | 0          | -                              | 13                             | 2                              | -               | -               | -                        | -                        | 17       | 2        | 69    | 11    |
| 2018-2019             | FC Porto              | Primeira Liga         | 13          | 2           | 5                     | 0                     | -          | -          | C1                             | 3                              | 0                              | -               | -               | -                        | -                        | 3        | 0        | 24    | 2     |
| 2019-2020             | FC Porto              | Primeira Liga         | 25          | 1           | 3                     | 0                     | -          | -          | C1+C3                          | 2+7                            | 0                              | -               | -               | -                        | -                        | 2        | 0        | 39    | 1     |
| 2020-2021             | FC Porto              | Primeira Liga         | 27          | 2           | 6                     | 0                     | 1          | 0          | C1                             | 6                              | 0                              | -               | -               | -                        | -                        | 11       | 0        | 51    | 2     |
| 2021-2022             | FC Porto              | Primeira Liga         | 21          | 1           | 3                     | 0                     | -          | -          | C1+C3                          | 5+4                            | 0                              | -               | -               | -                        | -                        | 9        | 0        | 42    | 1     |
| 2022-2023             | FC Porto              | Primeira Liga         | 24          | 0           | 7                     | 0                     | 1          | 0          | C1                             | 4                              | 0                              | -               | -               | -                        | -                        | 6        | 1        | 42    | 1     |
| 2023-2024             | FC Porto              | Primeira Liga         | 22          | 1           | 4                     | 0                     | 1          | 0          | C1                             | 7                              | 2                              | -               | -               | -                        | -                        | 7        | 0        | 41    | 3     |
| Sous-total            | Sous-total            | Sous-total            | 132         | 7           | 28                    | 0                     | 3          | 0          | -                              | 38                             | 2                              | -               | -               | -                        | -                        | 38       | 1        | 239   | 10    |
| Total sur la carrière | Total sur la carrière | Total sur la carrière | 521         | 36          | 66                    | 1                     | 11         | 0          | -                              | 140                            | 7                              | 1               | 0               | 2                        | 0                        | 141      | 8        | 882   | 52    |

### Buts internationaux
| 0     | Date | Lieu | Compétition                                                                                                 | Résultat | Adversaire                                                                                                  | Détail | Détail | Détail | Sél. |
| ----- | --- | --- | --- | --- | --- | --- | --- | --- | --- |
| 1er   | 7 juin 2008                                                                                                 | Stade de Genève, Lancy, Suisse                                                                              | Premier tour de l'Euro 2008                                                                                 | V 2-0 | Turquie | 61e | du pied droit                                                                                               | 1-0 | 4e |
| 2e    | 9 septembre 2009                                                                                            | Stade Ferenc-Puskás, Budapest, Hongrie                                                                      | Éliminatoires Coupe du monde 2010                                                                           | V 0-1 | Hongrie | 10e | de la tête                                                                                                  | 0-1 | 21e |
| 3e    | 13 juin 2012                                                                                                | Arena Lviv, Lviv, Ukraine                                                                                   | Premier tour de l'Euro 2012                                                                                 | V 2-3 | Danemark | 24e | de la tête                                                                                                  | 0-1 | 41e |
| 4e    | 1er septembre 2016                                                                                          | Estádio do Bessa, Porto, Portugal                                                                           | Match amical                                                                                                | V 5-0 | Gibraltar                                                                                                   | 79e | de la tête                                                                                                  | 5-0 | 78e |
| 5e    | 2 juillet 2017                                                                                              | Otkrytie Arena, Moscou, Russie                                                                              | Match pour la troisième place de la Coupe des confédérations 2017                                           | V 2-1 a.p.                                                                                                  | Mexique | 90+1e | du pied droit                                                                                               | 1-1 | 86e |
| 6e    | 30 juin 2018                                                                                                | Stade olympique Ficht, Adler, Russie                                                                        | Huitième de finale de la Coupe du monde 2018                                                                | P 2-1 | Uruguay | 55e | de la tête                                                                                                  | 1-1 | 99e |
| 7e    | 6 septembre 2018                                                                                            | Estádio Algarve, Faro, Portugal                                                                             | Match amical                                                                                                | N 1-1 | Croatie | 32e | de la tête                                                                                                  | 1-1 | 100e |
| 8e    | 6 décembre 2022                                                                                             | Stade de Lusail, Lusail, Qatar                                                                              | Huitième de finale de la Coupe du monde 2022                                                                | V 6-1 | Suisse | 33e | de la tête                                                                                                  | 2-0 | 132e |
| Total | 8 buts (2 du pied droit et 6 de la tête), en 141 sélections entre le 21 novembre 2007 et le 5 juillet 2024. | 8 buts (2 du pied droit et 6 de la tête), en 141 sélections entre le 21 novembre 2007 et le 5 juillet 2024. | 8 buts (2 du pied droit et 6 de la tête), en 141 sélections entre le 21 novembre 2007 et le 5 juillet 2024. | 8 buts (2 du pied droit et 6 de la tête), en 141 sélections entre le 21 novembre 2007 et le 5 juillet 2024. | 8 buts (2 du pied droit et 6 de la tête), en 141 sélections entre le 21 novembre 2007 et le 5 juillet 2024. | 8 buts (2 du pied droit et 6 de la tête), en 141 sélections entre le 21 novembre 2007 et le 5 juillet 2024. | 8 buts (2 du pied droit et 6 de la tête), en 141 sélections entre le 21 novembre 2007 et le 5 juillet 2024. | 8 buts (2 du pied droit et 6 de la tête), en 141 sélections entre le 21 novembre 2007 et le 5 juillet 2024. | 8 buts (2 du pied droit et 6 de la tête), en 141 sélections entre le 21 novembre 2007 et le 5 juillet 2024. |

## Palmarès
| FC Porto (14) | Real Madrid (14) | Équipe du Portugal (2) |
| --- | --- | --- |

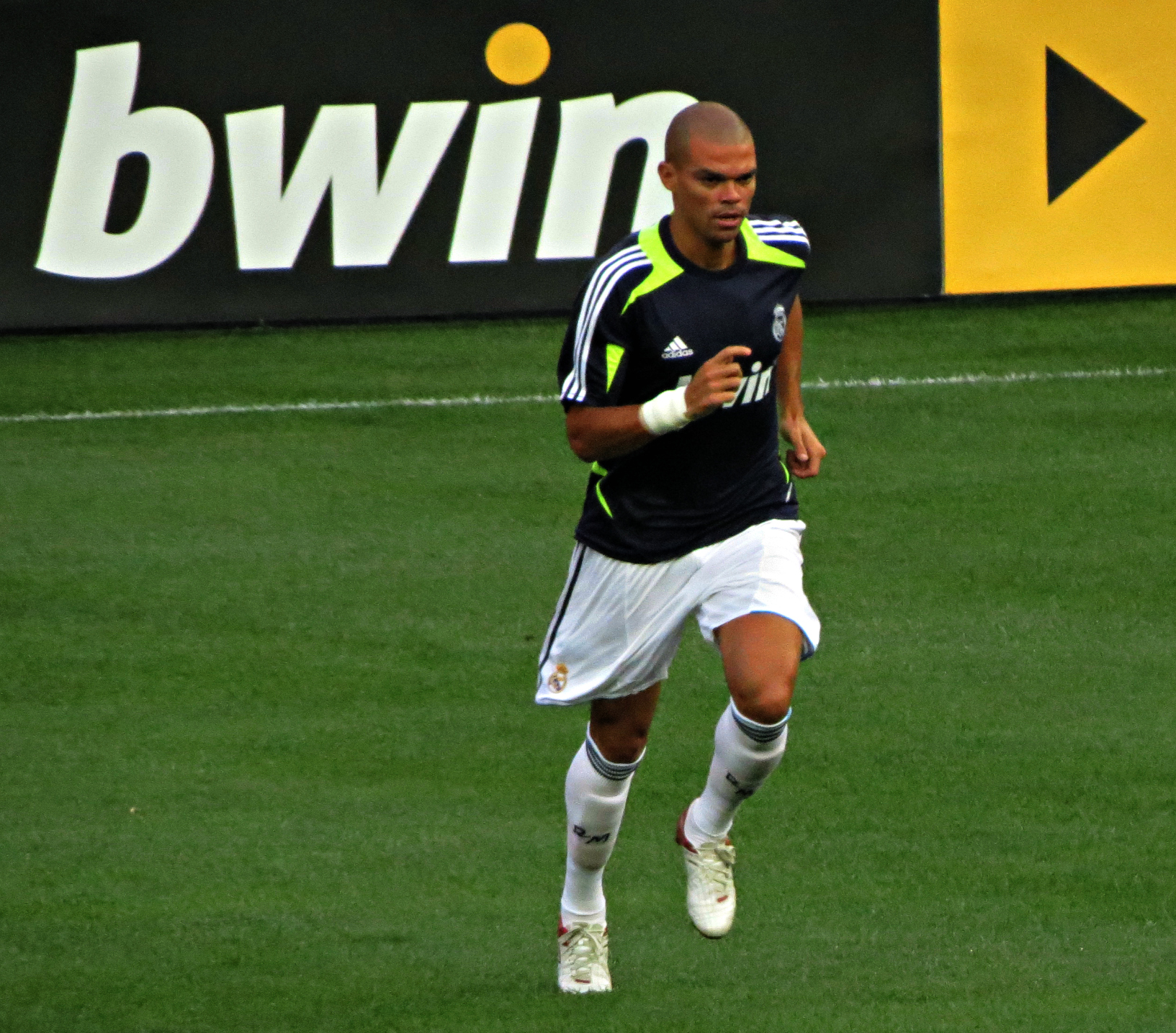
Pepe avec le Real Madrid à New York en 2012.

| - Championnat du Portugal - Champion : 2006, 2007, 2020 et 2022 - Vice-champion : 2005, 2021 et 2023 - Coupe du Portugal - Vainqueur : 2006, 2020, 2022, 2023 et 2024 - Supercoupe du Portugal - Vainqueur : 2006, 2020 et 2022 - Coupe de la Ligue - Vainqueur : 2023 - Coupe intercontinentale - Vainqueur : 2004 | - Championnat d'Espagne - Champion : 2008, 2012 et 2017 - Vice-champion : 2009, 2010, 2011, 2013, 2015 et 2016 - Coupe d'Espagne - Vainqueur : 2011 et 2014 - Supercoupe d'Espagne - Vainqueur : 2008 et 2012 - Ligue des champions - Vainqueur : 2014, 2016 et 2017 - Coupe du Monde des clubs - Vainqueur : 2014 et 2016 - Supercoupe de l'UEFA - Vainqueur : 2014 et 2016 | - Championnat d'Europe - Vainqueur : 2016 - Ligue des nations - Vainqueur : 2019 - Coupe des confédérations - Troisième : 2017 |

### Distinctions personnelles
- 9e au Ballon d'or 2016
- Membre de l'équipe type des Euro 2008, 2012 et 2016
- Membre de l'équipe type de la Ligue des champions en 2012 et 2014
- Membre de l'équipe type du championnat du Portugal en 2020, 2021, 2022 et 2023[23]
- Homme du match contre la Turquie lors de l'Euro 2008[24]
- Homme du match contre le Danemark lors de l'Euro 2012[25]
- Homme du match contre la France lors de l'Euro 2016[26]

## Revenus
Entre 2009 et 2014, Pepe aurait dissimulé 3,77 millions d'euros via "la société Weltex, créée en juillet 2007 aux Iles Vierges britanniques". Une enquête a été ouverte contre le joueur par le fisc espagnol en 2015, selon Expresso qui indique ignorer si le joueur a réglé ses dettes, ni les autorités espagnoles ni Gestifute (la société de Jorge Mendes) n'ayant répondu aux questions posées par le consortium de journaux européens.

## Vie privée
Depuis le 14 février 2006, il est en couple avec Ana Sofia Moreira avec qui il a deux filles et un fils : Angeli, née le 27 août 2012, Emily, née le 13 mai 2014, et Rodrigo, né en 2022.